# Карпо-Николаевка
Ка́рпо-Никола́евка — село в Мясниковском районе Ростовской области.
Входит в состав Петровского сельского поселения.

## География
Село вытянуто вдоль реки Тузлов.
На противоположном берегу находится хутор Стоянов.
Соединено шоссейной дорогой со слободой Петровка, которая находится в 1 км от села. 

## Население
| 2010 |
| ---- |
| 24   |

## Улицы
В селе имеется одна улица — Ростовская.

## Достопримечательности
На правом берегу реки Тузлов, юго-западнее села находится памятник природы Тузловские склоны. 